# MAGIC Motor
Dieser Artikel wurde auf der  Qualitätssicherungsseite des Portals Transport und Verkehr eingetragen.
Bitte hilf mit, ihn zu verbessern, und beteilige dich an der Diskussion. (+)
Der MAGIC Motor ist der Entwurf einer Wärmekraftmaschine, die von der Mitsubishi Corporation und der Technischen Hochschule Tokio entwickelt wurde. Das Projekt ist über ein experimentelles Stadium nicht hinausgekommen. Ein MAGIC Motor verbrennt Magnesium und Wasser, um heißen Dampf und damit Arbeit zu leisten. Er benötigt keine fossilen Treibstoffe. Maßgeblich am Projekt beteiligt war Professor Takashi Yabe. Das Acronym MAGIC bedeutet im Englischen Magnesium Injection Cycle; übersetzt ins Deutsche etwa Magnesiumkreislauf-Einspritzmotor.

## Geschichte
- 2005 – Ein Gemeinschaftsprojekt zwischen Mitsubishi und der Technischen Hochschule Tokio wird gegründet.
- 2006 – Entwicklung eines Prototyps eines kohlenstoffdioxidfreien Motors der erfolgreich funktionierte.
- 2007 – Professor Yabe plante den Motor aus Anlass des G8-Gipfel in Tōyako 2008 in Chitose, Japan vorzuführen.[2]

## Grundstoff: Magnesium
→ Siehe auch Hauptartikel: Magnesium.
Magnesium ist ein Metall, leichter als Aluminium, mit einem weißlichen, silbrigen Glanz. Meerwasser enthält viel Magnesium, mehr als 1 kg/m³, etwa 1800 Billionen Tonnen. Magnesium ist hochreaktiv, wenn es mit Wasser zusammentrifft verbrennt es sehr schnell. Es ist ebenso leicht entzündlich wie Wasserstoff. Andererseits entzündet sich festes Magnesium bei Temperaturen unter 650 °C nicht, es kann bei Raumtemperatur aufbewahrt werden. Es kann tatsächlich länger als 10 Jahre gespeichert werden.
→ Siehe auch Hauptartikel: Energiedichte.
Die Energiedichte von Magnesium ist recht hoch. Die Reaktion zwischen Magnesium und Wasser erzeugt Wärme. Gleichzeitig wird Wasserstoff erzeugt. Dieser Wasserstoff kann gleichzeitig verbrannt werden und erzeugt weitere Wärme. Magnesium hat einen Heizwert von 25 MJ·kg−1. Mit der Wärmeenergie kann eine große Menge von Wasserdampf erzeugt werden, der in Turbinen genutzt wird, um die im Magnesium gespeicherte Energie in Arbeit (mechanische Energie) umzuwandeln.
Zum Vergleich: Der Heizwert von Kohle beträgt etwa 30 MJ·kg−1, etwas mehr als bei Magnesium.
In der Tabelle sind verschiedene Energieträger und Energiespeicher aufgeführt, die für eine Anwendung in Fahrzeugen in Frage kommen. Unter den erneuerbaren Energieträgern hat Magnesium die höchste Energiedichte.

### Vergleich mit anderen Energieträgern und -speichern
| Stoff/System                   | Energiedichte in MJ/kg | fossil/erneuerbar | Bemerkung, Anwendung                                      |
| ------------------------------ | ---------------------- | ----------------- | --------------------------------------------------------- |
| Bleiakkumulator                | 0,11                   | erneuerbar        | Autobatterie                                              |
| NiMH-Akku                      | 0,36                   | erneuerbar        | HR6-Mignonzelle                                           |
| Li-Ionen-Akku                  | 0,5                    | erneuerbar        | Bereich: 0,36–0,5 MJ/kg, letztere Zahl siehe: Akkumulator |
| Li-Polymer-Akku                | 0,54                   | erneuerbar        | Modellbau                                                 |
| Wasserstoff (inkl. Hydridtank) | 1,19                   | erneuerbar        |                                                           |
| Magnesium                      | 25                     | erneuerbar        | inkl. Wasserstoff-Verbrennung                             |
| Erdgas                         | 36–50                  | fossil            | Brennwert                                                 |
| Benzin                         | 43                     | fossil            |                                                           |
| Dieselkraftstoff               | 45,4                   | fossil            |                                                           |
| Wasserstoff (ohne Tank)        | 142                    | erneuerbar        |                                                           |

1 J = 1 Ws; 1 MJ = 0,2778 kWh; 1 kWh = 3,6 MJ

## Energiekette und Materialkreislauf

### Extraktion von Magnesium aus Meerwasser
Durch Verdampfen von Meerwasser kann man Magnesiumchlorid gewinnen. Mit Hilfe des Solar-Lasers kann man daraus reines Magnesium herstellen.
Das Magnesiumchlorid im Meerwasser enthält chemisch gebundenes Wasser. Wird es erhitzt entsteht Magnesiumoxid und Salzsäure.

### Reduktion des Magnesiumoxids mit Sonnenenergie

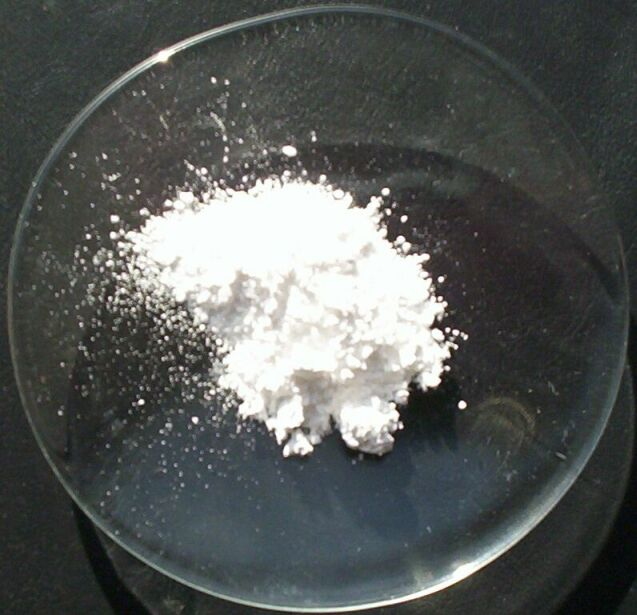
Pulverförmiges Magnesiumoxid

Wenn man ohne Katalysator arbeitet, benötigt man eine Temperatur von 20.000 °C um Magnesiumoxid in Magnesium und Sauerstoff aufzuspalten.
Das Magnesium wird durch einen mit Sonnenenergie betriebenen Laser aus dem Oxid zurückgewonnen.

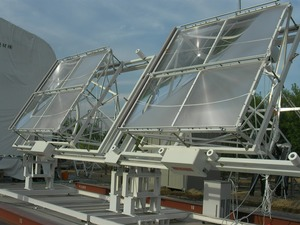
Mit Sonnenlicht betriebener Laser in Chitose, Japan

Das einfallende Sonnenlicht wird mit einer 4 m2 großen Fresnel-Linse aus Kunststoff auf eine Fläche von etwa 6 cm2 fokussiert. Ein solcher Punkt kann allerdings höchstens so heiß werden, wie die Oberfläche der Sonne, also etwa 6000 °C.
Das Sonnenlicht besteht aus Licht mit verschiedenen Wellenlängen: Ultraviolett, sichtbares Licht, Infrarot-Licht.
Das fokussierte Sonnenlicht bestrahlt ein Cr-dotiertes Nd:YAG keramisches Material.
Dieses Material ist in der Lage Sonnenlicht aus verschiedenen Spektralbereichen von blauem Licht (ca. 400 nm) bis zu nahem Infrarot (ca. 900 nm) in nahes Infrarotlicht mit einer Wellenlänge von 1064 nm zu konvertieren. Der Laserstrahl wird durch eine Linse auf eine Fläche von weniger als 6 mm2 fokussiert, um extrem hohe Temperaturen zu erzeugen.
Mit dem extrem heißen Lichtstrahl wird für sehr kurze Zeit (0,2 s) Magnesiumoxid-Pulver bestrahlt, die Oberfläche verdampft und das entstehende Gas enthält zu ca. 30 % Magnesium.
Das gasförmige Magnesium wird rasch durch ein inertes Gas (z. B. Argon) abgekühlt, damit es nicht mit Luftsauerstoff reagieren kann. Das Magnesium wird als Substrat abgelagert.
Weitere Versuche legen nahe, dass diese Umwandlung von Magnesiumoxid in Magnesium mit einem Wirkungsgrad von 45 % arbeiten kann.

### Der Motor
Die chemische Reaktion zwischen Magnesium (in pulverisierter Form) und Wasser bei Raumtemperatur erzeugt energiereichen Dampf und Wasserstoff. Gleichzeitig wird der Wasserstoff verbrannt und dabei noch weiterer energiereicher Dampf erzeugt. Diese beiden Dampfquellen treiben den Motor an.
Der Energiezyklus erzeugt kein CO2 oder andere schädliche Emissionen.
Die einzigen Endprodukte der Reaktion sind Wasser und Magnesiumoxid.
Trotz seinen kleinen Abmessungen (Durchmesser ca. 5 cm, Höhe ca. 13,5 cm), kann der Motor eine Wärmeleistung von mehreren Dutzend kW abgeben, die über die Zeit in mechanische Arbeit umgesetzt werden.
Die Motorentwicklung wurde geleitet von Professor Takashi Yabe mit der Unterstützung von Professor Ikuta und anderen von der Technischen Hochschule Tokio in Kooperation in Ono Denki Seisakusho, K.K. einem Hersteller aus Shinagawa, Tokio.

#### Chemische Reaktionen
Im MAGIC-Motor wird Magnesium mit Wasser "verbrannt":
{\displaystyle \mathrm {2\ Mg\ +\ H_{2}O\longrightarrow \ 2\ MgO\ +\ H_{2}} }
gleichzeitig wird der entstehende Wasserstoff mit Luftsauerstoff verbrannt:
{\displaystyle \mathrm {2\ H_{2}+\ O_{2}\longrightarrow \ 2\ H_{2}O} }

## Anwendungen
Es war vorgesehen, den Motor in Wärme-Kraft-Kopplungsanlagen, Fahrzeugen, Schiffen und vielen anderen Gebieten zu verwenden.

## Vergleich Magnesiumkreislauf und Wasserstoffkreislauf
Bei gleichem Volumen ist Magnesium viel schwerer als Wasserstoff. Will man Wasserstoff speichern, benötigt man einen stabilen Tank. Der Wasserstoff entweicht sehr leicht, falls der Tank beschädigt wird.
Magnesium kann bei Raumtemperatur aufbewahrt werden. Es kann tatsächlich länger als 10 Jahre gespeichert werden.
Wasserstoff benötigt spezielle Einrichtungen und kann nicht so einfach gespeichert werden.
Um die Energie zu speichern, die ein 1000-MW-Kraftwerk an einem Tag (in 24 Stunden) erzeugt (100 * 1012 Joule) benötigt man bei Wasserstoff bei einem Druck von einem bar einen Tank mit den Abmessungen 1 km × 1 km × 10 m.
Dieselbe Energiemenge kann man mit Magnesium in einem Tank der Größe 15 m × 15 m × 10 m speichern.

## Entwicklungen ab 2006
In einer Ankündigung im Jahr 2006 wurde erklärt, dass weitere Forschung geplant sei, mit dem Ziel der Markteinführung nach drei Jahren. Seither wurden keine aktualisierten Pläne veröffentlicht.